# اره‌ماهی تیزدندان
اره‌ماهی تیزدندان (نام علمی: Anoxypristis cuspidata) نام یک گونه از تیره اره‌ماهی است.